# Everything2
Everything2 (stilizzato Everything2 o abbreviato E2), è un sito web collaborativo basato su materiale inviato dagli utenti e moderato per qualità, nonostante non abbia alcuna politica formale sul tema. Le voci all'interno di E2 coprono una vasta gamma di argomenti e generi, tra cui articoli enciclopedici, diari (noti come "daylogs"), poesia, umorismo e narrativa.

## Storia
Il predecessore di E2 era un database simile chiamato Everything (più tardi  rinominato "Everything2" o "E2") creato a marzo 1998 da Nathan Oostendorp ed era inizialmente strettamente promosso dal sito web di notizie legate alla tecnologia Slashdot. Il software E2 ha offerto molteplici funzionalità e i dati di Everything1 sono stati incorporati due volte in E2: una volta il 13 novembre 1999 e ancora nel gennaio 2000.
Il server Everything2 era stato collocato con i server Slashdot. Tuttavia, poco dopo l'acquisizione di Slashdor da parte di Open Source Technology Group, l'hosting dei server è stato dismesso con brevissimo preavviso, creando un periodo di offline del servizio dal 6 novembre al 9 dicembre 2003. Successivamente è stato poi ospitato dall'Università del Michigan, poi nel febbraio 2007 nel più vicino Michigan State University. Viene considerato dai suoi utenti a lungo termine come un lavoro collaborativo in corso. Fino alla metà del 2007 ha accettato donazioni di denaro e, talvolta, di hardware. Alcuni dei suoi amministratori sono affiliati a Blockstackers. A partire dal 23 gennaio 2012, è stato annunciato che il sito era stato venduto a Jay Bonci e rinominato Everything2 Media LLC.
Le scritture in E1 erano limitate a 512 bytes di dimensioni, limitando spesso la qualità degli articoli inseriti. Con l'espansione di E2, sono stati sviluppati standard di qualità più rigorosi, gran parte del vecchio materiale è stato rimosso. Molti noder preferiscono scrivere articoli enciclopedici simili a quelli su Wikipedia, ma differenza di Wikipedia, E2 non ha un punto di vista neutrale.
Secondo la "Traiettoria del sito" di E2, il traffico  è sceso da 9976 nuove scritture create nel mese di agosto 2000, fino a 93 nuovi aggiudicazioni nel febbraio 2017.